# Educația în România

Structura anului școlar 2024 - 2025 în România

Sistemul educațional în România este organizat într-o manieră centralizată și cuprinde mai multe nivele distincte. Nivelele principale sunt: învățământul preșcolar, învățământul primar, învățământul secundar și învățământul superior.
Învățământul obligatoriu din România include grupa mijlocie și mare din învățământul preșcolar (copii cu vârste cuprinse între 4 și 6 ani), precum și clasele din învățământul primar, gimnazial și liceal. Începând cu 2030, și grupa mică (3-4 ani) va deveni obligatorie, extinzând durata educației preșcolare obligatorii la trei ani. Această măsură este menită să îmbunătățească accesul la educație și să pregătească mai bine copiii pentru parcursul școlar ulterior.
Învățământul superior este structurat conform Procesului Bologna pe trei cicluri de studii: de licență, de masterat și de doctorat. Astfel, diplomele obținute în România, sunt recunoscute în întreaga Arie Europeană a Învățământului Superior (EHEA).

## Istorie

Rata analfabetismului în 2011
Culorile deschise indică un nivel ridicat de alfabetizare, iar culorile închise reflectă o rată mai mare de analfabetism

Educația obligatorie a fost introdusă pentru prima dată în 1864 sub domnitorul Alexandru Ioan Cuza, când patru ani de școală primară au devenit obligatorii și gratuite pentru toți copiii. În 1930, rata analfabetismului era de 43%. După 1948, regimul comunist a lansat companii de alfabetizare care au redus semnificativ rata analfabetismului în anii 1950.
Sistemul educațional românesc este influențat de modelul francez, iar în perioada comunistă, de cel sovietic. Modificările din timpul regimului comunist au inclus propaganda politică și munca fizică obligatorie pentru elevi.
În învățământul superior, mișcările studențești din anii 1990 au avut un rol esențial în democratizarea sistemului și în adaptarea acestuia la standardele europene. Autonomia universitară a fost extinsă, iar diplomele românești au devenit mai recunoscute la nivel internațional. În 2004 a fost introdus 
În perioada 1990–2003, a existat foarte puțină preocupare pentru educație în România, iar generația care a studiat în această perioadă este destul de slab pregătită, analfabetismul fiind mai ridicat decât în rândul generației anterioare, în special în rândul populației rrome din zonele rurale.
În aprilie 2013, în România existau aproximativ 7.200 de școli deschise, o scădere accentuată comparativ cu aproape 30.000 de unități școlare în 1996. Această reducere s-a datorat procesului de comasare a școlilor cu scopul de a optimiza resursele și de a reduce birocrația. Tot în 2013, 3,2 milioane de elevi și preșcolari erau înscriși în sistemul de învățământ, cu 500.000 mai mulți decât în 2012.
În 2016, în cele 97 de universități din România erau înmatriculați 531.586 de studenți, în toate cele trei cicluri, dintre care 464.642 în instituții publice. 76,3% dintre studenți erau înscriși în ciclul I (nivel licență), 20,1% în ciclul II (nivel master) și 3,6% în ciclul III (studii doctorale).
În 2021, România a înregistrat o rată de alfabetizare a adulților de 15 ani și peste de 98,9%, o îmbunătățire semnificativă față de deceniile anterioare, datorată în mare parte investițiilor în educație și campaniilor de alfabetizare.
| An   | Durata | Motivele schimbării duratei de învățământ obligatoriu                                                                                                  |
| ---- | ------ | --- |
| 1864 | 4 ani  | Modernizarea statului român și combaterea analfabetismului prin asigurarea educației pentru toți copiii, indiferent de clasă socială sau sex.          |
| 1918 | 7 ani  | Necesitatea extinderii educației obligatorii pentru a răspunde nevoilor crescânde ale societății românești postbelice.                                 |
| 1948 | 4 ani  | Regimul comunist a redus durata școlarizării pentru a ajusta sistemul educațional conform modelului sovietic și nevoilor economiei planificate.        |
| 1955 | 7 ani  | Nevoia de a pregăti un număr mai mare de cetățeni cu educație minimă pentru susținerea dezvoltării economice și industriale.                           |
| 1961 | 8 ani  | Extinderea duratei educației obligatorii pentru a crește nivelul general de instruire și calificare al populației.                                     |
| 1978 | 10 ani | Creșterea cerințelor economiei planificate comuniste a impus o educație mai îndelungată și o calificare superioară a forței de muncă.                  |
| 1989 | 8 ani  | După căderea regimului comunist, s-a redus durata educației obligatorii din cauza presiunilor economice și a calității scăzute a educației.            |
| 2003 | 10 ani | Alinierea sistemului educațional românesc la standardele internaționale și creșterea accesului la educație în contextul integrării europene.           |
| 2012 | 11 ani | A fost adăugată clasa pregătitoare. |
| 2020 | 14 ani | Creșterea investițiilor în educația timpurie și secundară pentru a răspunde cerințelor pieței muncii și a îmbunătăți șansele de reușită ale tinerilor. |

## Reglemantare
În România, cadrul legal care reglementează organizarea, administrarea și funcționarea educației este stabilit prin următoarele acte normative:
- Articolul 32 din Constituția României stipulează dreptul la educație, asigurând astfel fundamentul legal pentru întregul sistem educațional.
- Legea Învățământului Preuniversitar nr. 198/2023 cu modificările și completările ulterioare.
- Legea Învățământului Universitar nr. 199/2023 cu modificările și completările ulterioare.
- Hotărârile Guvernului privind modul de implementare a legilor.
- Ordinele Ministerului Educației privind clarificarea sau reglementarea unor aspecte particulare.

Ministerul Educației are un rol central în coordonarea și reglementarea întregului sistem educațional din România. Învățământul de stat, organizat și finanțat din fonduri publice, este gratuit și este subordonat Ministerului prin intermediul inspectoratelor școlare județene la nivel local, care supervizează activitatea acestora și garantează conformitatea cu reglementările în vigoare. 
În ceea ce privește învățământul privat, acesta funcționează pe baza unor taxe de școlarizare și trebuie să fie acreditat de Ministerul Educației pentru a emite diplome cu aceeași valoare ca cele oferite de instituțiile de stat. Deși instituțiile private au libertatea de a-și stabili propriile programe educaționale, ele sunt obligate să respecte reglementările naționale privind curricula și evaluarea, fiind de asemenea coordonate de inspectoratele școlare județene. 
Universitățile și alte instituții de învățământ superior sunt autonome și beneficiază de dreptul de a-și stabili și implementa propriile politici de dezvoltare. Totuși, Ministerul Educației coordonează activitatea acestor instituții, asigurându-se că respectă principiile autonomiei universitare. Astfel, sistemul educațional din România îmbină autonomia instituțiilor cu un cadru de reglementare care garantează calitatea educației.
Pe lângă cadrul legal și instituțional, statul român și sectorul privat oferă o serie de facilități și beneficii dedicate studenților, în scopul sprijinirii accesului echitabil la educație și vieții academice. Acestea includ reduceri pentru transportul public, acces gratuit sau preferențial la instituții culturale (muzee, teatre, cinematografe), precum și diverse oferte comerciale (de exemplu, reduceri pentru servicii de telecomunicații, software educațional sau restaurante partenere).
Potrivit unui ghid publicat în 2024, studenții din România pot beneficia de reduceri considerabile atât din partea statului, cât și prin parteneriate private. Printre cele mai comune se numără: transportul CFR redus cu 90%, abonamente gratuite sau reduse pentru transportul local, prețuri reduse pentru evenimente culturale și acces la platforme digitale cu scop educațional. Aceste beneficii variază în funcție de oraș și universitate, iar accesarea lor necesită, de regulă, prezentarea legitimației de student valabile sau a unui card ISIC.

## Evaluare
În clasele pregătitoare și I, învățătorul completează un raport de evaluare pe parcursul anului școlar, care poate fi completat împreună cu profesorul-logoped, psihologul sau consilierul școlar, dacă este cazul.
În învățământul primar și special, elevii sunt evaluați prin calificativele: Foarte bine, Bine, Suficient, Insuficient.
Din clasa a V-a, evaluarea se face prin note de la 1 la 10. Notele obținute de elevi sunt trecute în catalog. Numărul de note la fiecare materie trebuie să fie egal cu numărul de ore săptămânale, plus trei note suplimentare. Media generală se calculează ca media aritmetică a notelor anuale, rotunjită la cel mai apropiat număr întreg. Elevii sunt promovați dacă obțin cel puțin media 5 sau calificativul „Suficient” la fiecare disciplină, și cel puțin media 6 la purtare.
În învățământul superior, rezultatele învățăturii sunt evaluate cu note întregi de la 10 la 1 sau calificative, după caz. Nota 5 certifică rezultatul învățării minimale aferente unei disciplină și acordarea creditelor de studii aferente acesteia.
| Calificativ      | Notă (1-10) | Calificativ ECTS                         | Procentaj (%) | Evaluare a performanței                                 |
| ---------------- | ----------- | ---------------------------------------- | ------------- | ------------------------------------------------------- |
| Foarte bine (FB) | 10          | A, Excelent                              | 10%           | Performanță excepțională fără erori                     |
| Foarte bine (FB) | 9           | B, Foarte bun                            | 25%           | Performanță peste standardul mediu, dar cu erori minore |
| Bine (B)         | 8           | C, Bine, 30%                             | 30%           | Performanță în general solidă, dar cu unele erori       |
| Bine (B)         | 7           | C, Bine, 30%                             | 30%           | Performanță în general solidă, dar cu unele erori       |
| Suficient (S)    | 6           | D, Satisfacator                          | 25%           | Performanță decentă, dar cu lipsuri semnificative.      |
| Suficient (S)    | 5           | E, Suficient                             | 10%           | Performanța îndeplinește criteriile minime.             |
| Insuficient (I)  | 4           | FX, Nesatisfăcător (se poate recupera)   | Respins       | Este nevoie de muncă suplimentară înainte de a promova. |
| Insuficient (I)  | 3           | FX, Nesatisfăcător (se poate recupera)   | Respins       | Este nevoie de muncă suplimentară înainte de a promova. |
| Insuficient (I)  | 2           | F, Nesatisfăcător (nu se poate recupera) | Respins       | Este nevoie de o muncă considerabilă suplimentară.      |
| Insuficient (I)  | 1           | F, Nesatisfăcător (nu se poate recupera) | Respins       | Este nevoie de o muncă considerabilă suplimentară.      |

| Tip de examen național | Clasă            | Obiectiv                                                               |
| ---------------------- | ---------------- | ---------------------------------------------------------------------- |
| Raport de evaluare     | Pregătitoare     | Evaluarea dezvoltării copilului.                                       |
| Evaluare Națională     | II, IV, VI, VIII | Evaluarea competențelor dobândite.                                     |
| Bacalaureat            | a XII-a          | Evaluarea competențelor acumulate în anii de liceu.                    |
| Olimpiada              | I - XII          | Stimularea excelenței academice în domenii specifice.                  |
| Titularizare           | -                | Evaluarea cunoștințelor pedagogice și a abilităților didactice.        |
| Definitivare           | -                | Obținerea postului de profesor titular în învățământul preuniversitar. |

## Educația timpurie

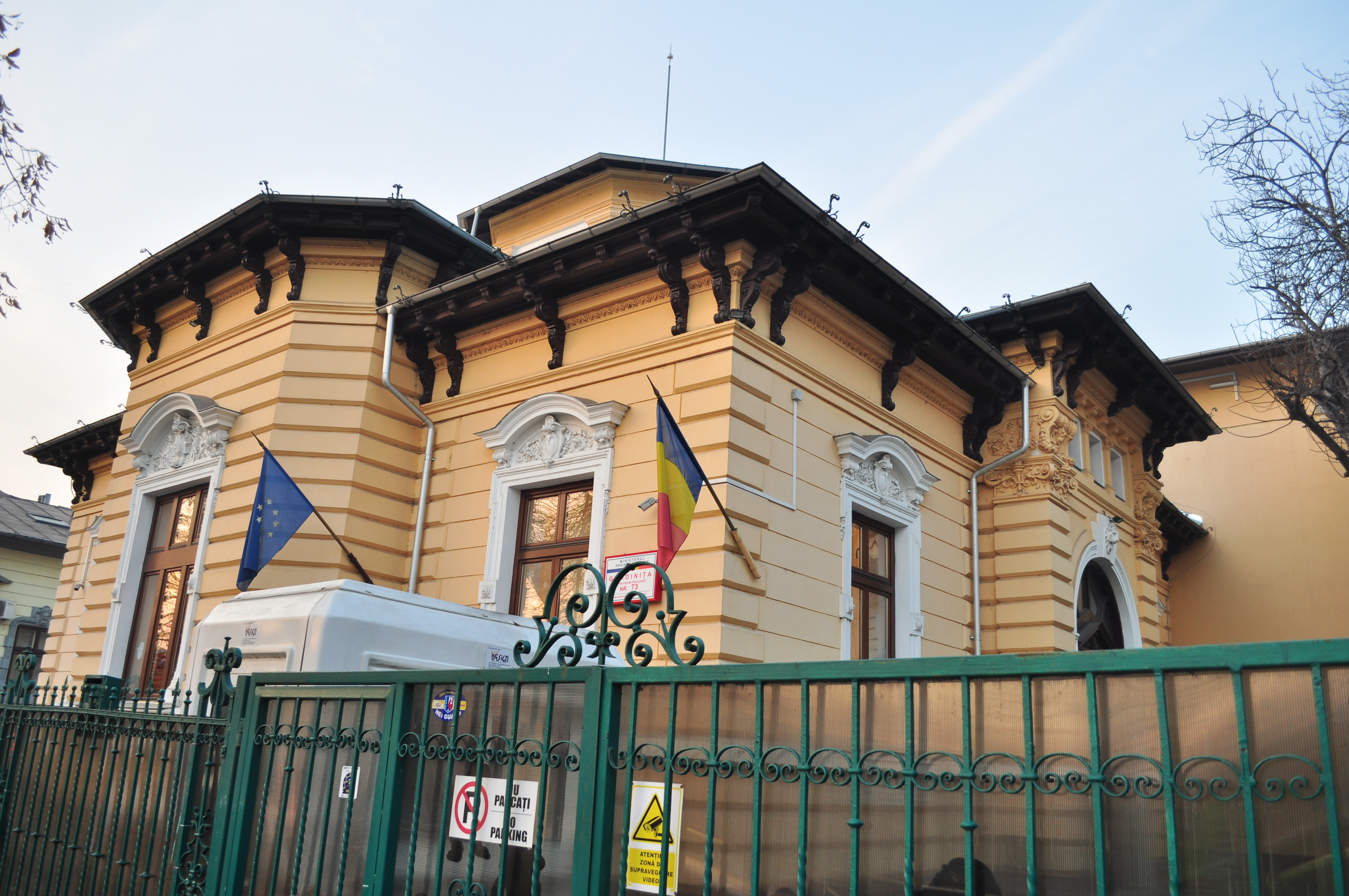
Grădinița nr. 73 din București

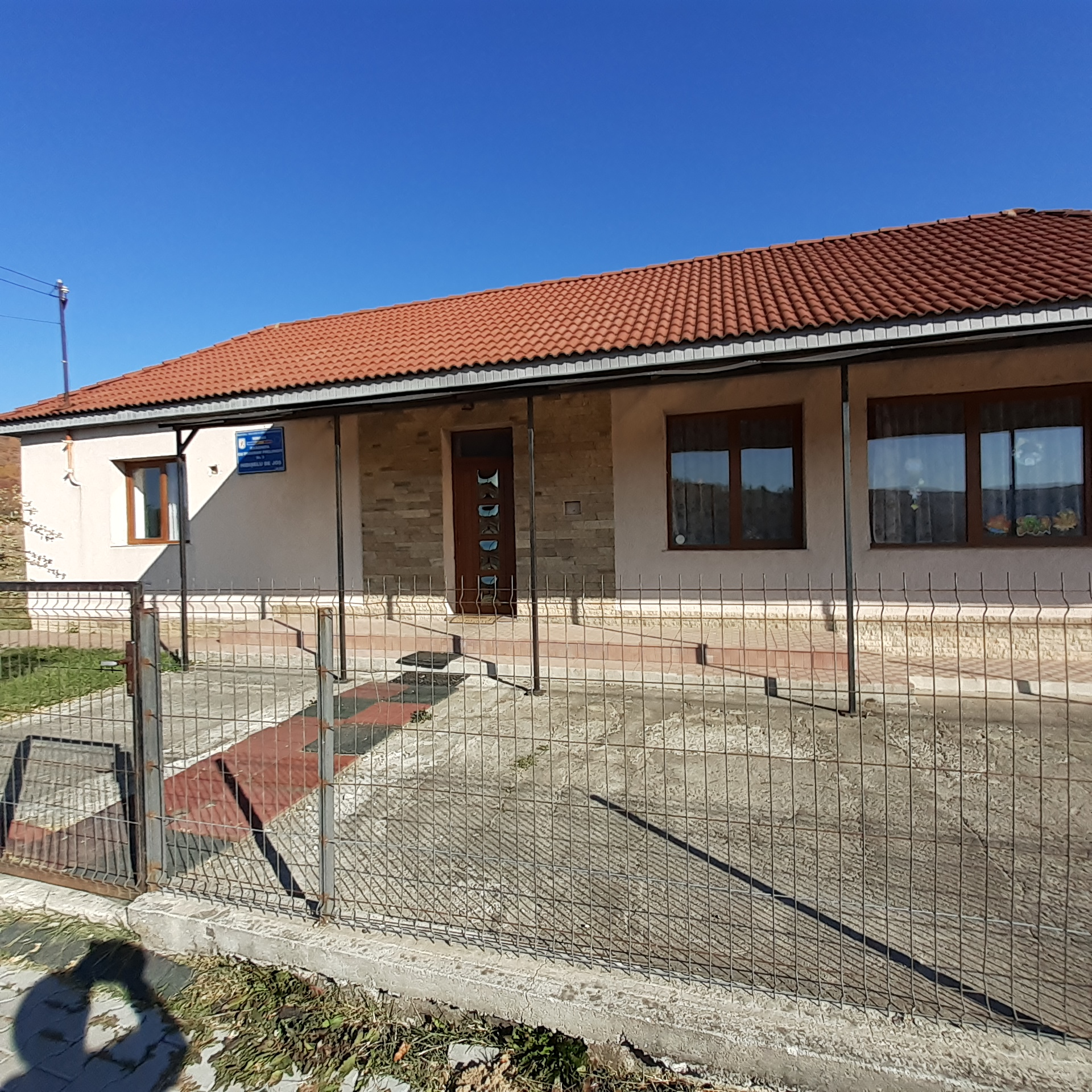
Grădinița din Hidișelu de Jos, Bihor

Educația timpurie în România se desfășoară în două forme: creșele (0-3 ani) și grădinițele (3-6 ani).
Creșele oferă servicii de educație, îngrijire și nutriție pentru copiii cu vârste cuprinse între 0 și 36 de luni, având programe de funcționare normale (5 ore) sau prelungite (10 ore). Acestea includ și servicii complementare, cum ar fi consilierea parentală, logopedie și asistență psihopedagogică.
Grădinița funcționează pe baza unui curriculum național, în care copiii își dezvoltă abilități sociale, emoționale și cognitive prin activități structurate și jocuri. Programul normal de funcționare este 4 sau 5 ore pe zi, iar cel prelungit este intre 8 și 10 ore pe zi. Grădinițele pot oferi și diverse beneficii, precum transport, inițierea în limbi străine și alte activități extracurriculare.

## Învățământul primar
Învățământul primar în România începe la vârsta de 6 ani, cu înscrierea în clasa pregătitoare. După clasa pregătitoare, elevii trec automat în clasa I, fără o nouă înscriere. Copiii sunt înscriși în școlile din zona de reședință, având prioritate cei cu frați înscriși în aceeași unitate sau care provin din medii defavorizate.
Anul școlar începe în septembrie și este împărțit în cinci module, fiecare urmat de o vacanță. Disciplinele sunt predate de învățători și profesori specializați. Durata săptămânală de studiu este de maximum 20 de ore. 
Educația în școlile publice este gratuită, cu excepția unor costuri suplimentare precum uniforme și caiete. Școlile se confruntă adesea cu supraaglomerare, depășind limita legală de 30 de elevi pe clasă, în special în mediul urban. 
| Aria curriculară                         | Disciplina în învățământul primar                                | Clasele              |
| ---------------------------------------- | ---------------------------------------------------------------- | -------------------- |
| Limbă și comunicare                      | Limba și literatura română                                       | Pregătitoare, I - IV |
| Limbă și comunicare                      | Limba modernă                                                    | Pregătitoare, I - IV |
| Limbă și comunicare                      | Limba și literatura maternă (aparținând minorităților naționale) | Pregătitoare, I - IV |
| Matematică și științe ale naturii        | Matematică și explorarea mediului                                | Pregătitoare, I - II |
| Matematică și științe ale naturii        | Matematică                                                       | III - IV             |
| Matematică și științe ale naturii        | Științe ale naturii                                              | III - IV             |
| Om și societate                          | Istorie                                                          | a IV-a               |
| Om și societate                          | Geografie                                                        | a IV-a               |
| Om și societate                          | Educație civică                                                  | III - IV             |
| Om și societate                          | Religie                                                          | Pregătitoare, I - IV |
| Arte                                     | Arte vizuale și abilități practice                               | Pregătitoare, I - IV |
| Arte, educație fizică, sport și sănătate | Muzică și mișcare                                                | Pregătitoare, I - IV |
| Educație fizică, sport și sănătate       | Educație fizică                                                  | Pregătitoare, I - IV |
| Educație fizică, sport și sănătate       | Joc și mișcare                                                   | III - IV             |
| Educație fizică, sport și sănătate       | Pregătire sportivă practică                                      | I - IV               |
| Consiliere și orientare                  | Dezvoltare personală                                             | Pregătitoare, I- II  |
| Învățământ special                       | Terapie educațională complexă și integrată                       | Pregătitoare, I - IV |

## Învățământul gimnazial
Învățământul secundar inferior (gimnazial) în România cuprinde clasele V-VIII și se adresează elevilor cu vârste între 10 și 14 ani. Curriculumul include discipline comune precum limba și literatura română, matematică, istorie, geografie, biologie, fizică, chimie, educație fizică, religie, educație civică și limbi străine, iar școlile pot alege și discipline opționale din oferta națională.
La finalul clasei a VIII-a, elevii susțin Evaluarea Națională, constând în probe scrise la limba și literatura română, matematică și limba maternă. Nota minimă de trecere este 5 pentru fiecare examen, iar media finală se calculează ca medie aritmetică a notelor. Nota de finalizare, utilizată pentru admiterea în învățământul liceal, se calculează astfel: 20% din media generală anuală a claselor V-VII și 80% din nota obținută la Evaluarea Națională.
| Aria curriculară                   | Disciplină în învățământul gimnazial                           | Clasele    |
| ---------------------------------- | -------------------------------------------------------------- | ---------- |
| Limbă și comunicare                | Limba și literatura română                                     | V - VIII   |
| Limbă și comunicare                | Limba modernă                                                  | V - VIII   |
| Limbă și comunicare                | Elemente de limbă latină și de cultură romanică                | a VII-a    |
| Limbă și comunicare                | Limba și literatura maternă aparținând minorităților naționale | V - VIII   |
| Limbă și comunicare                | Limba română pentru copiii străini                             | V - VIII   |
| Matematică și științe ale naturii  | Matematică                                                     | V - VIII   |
| Matematică și științe ale naturii  | Biologie                                                       | V - VIII   |
| Matematică și științe ale naturii  | Fizică                                                         | VI - VIII  |
| Matematică și științe ale naturii  | Chimie                                                         | VII - VIII |
| Om și societate                    | Educație socială:Gândire critică și drepturile copilului       | a V-a      |
| Om și societate                    | Educație interculturală                                        | a VI-a     |
| Om și societate                    | Educație pentru cetățenie democratică                          | a VII-a    |
| Om și societate                    | Educație economico-financiară                                  | a VIII-a   |
| Om și societate                    | Geografie                                                      | V - VIII   |
| Om și societate                    | Istorie                                                        | V - VIII   |
| Om și societate                    | Religie                                                        | V - VIII   |
| Om și societate                    | Istoria și tradițiile minorității                              | VI - VII   |
| Arte                               | Educație plastică                                              | V - VIII   |
| Arte                               | Educație muzicală                                              | V - VIII   |
| Arte                               | Discipline de specializare: muzică, arte vizuale, coregrafie   | V - VIII   |
| Educație fizică, sport și sănătate | Educație fizică și sport                                       | V - VIII   |
| Educație fizică, sport și sănătate | Discipline de specializare: sport                              | V - VIII   |
| Tehnologii                         | Educație tehnologică și aplicații practice                     | V - VIII   |
| Tehnologii                         | Informatică și TIC                                             | V - VIII   |
| Consiliere și orientare            | Consiliere și dezvoltare personală                             | V - VIII   |
| Învățământ special                 | Terapie educațională complexă și integrată                     | V - VIII   |

## Învățământul liceal

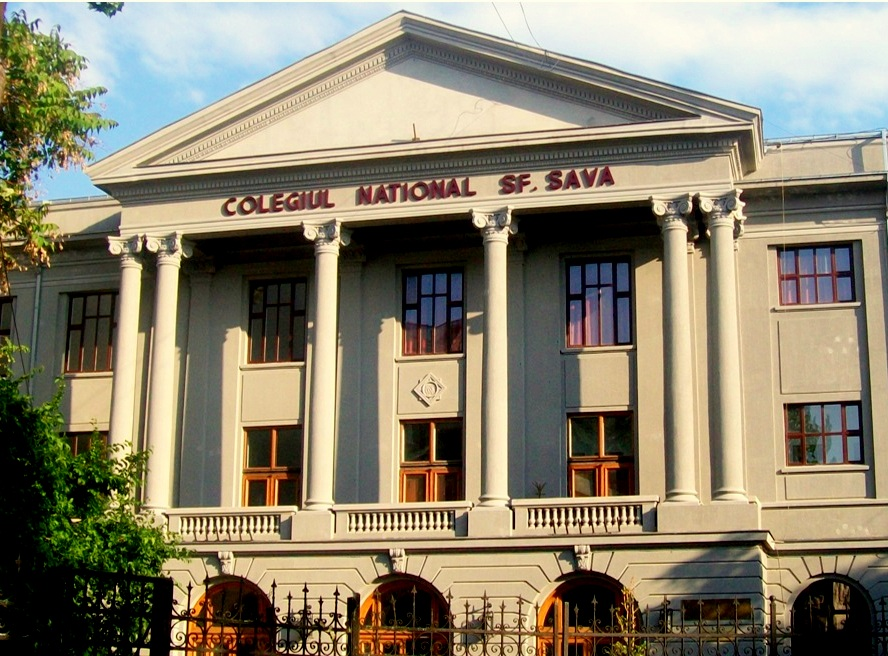
Colegiul Național „Sfântul Sava” din București

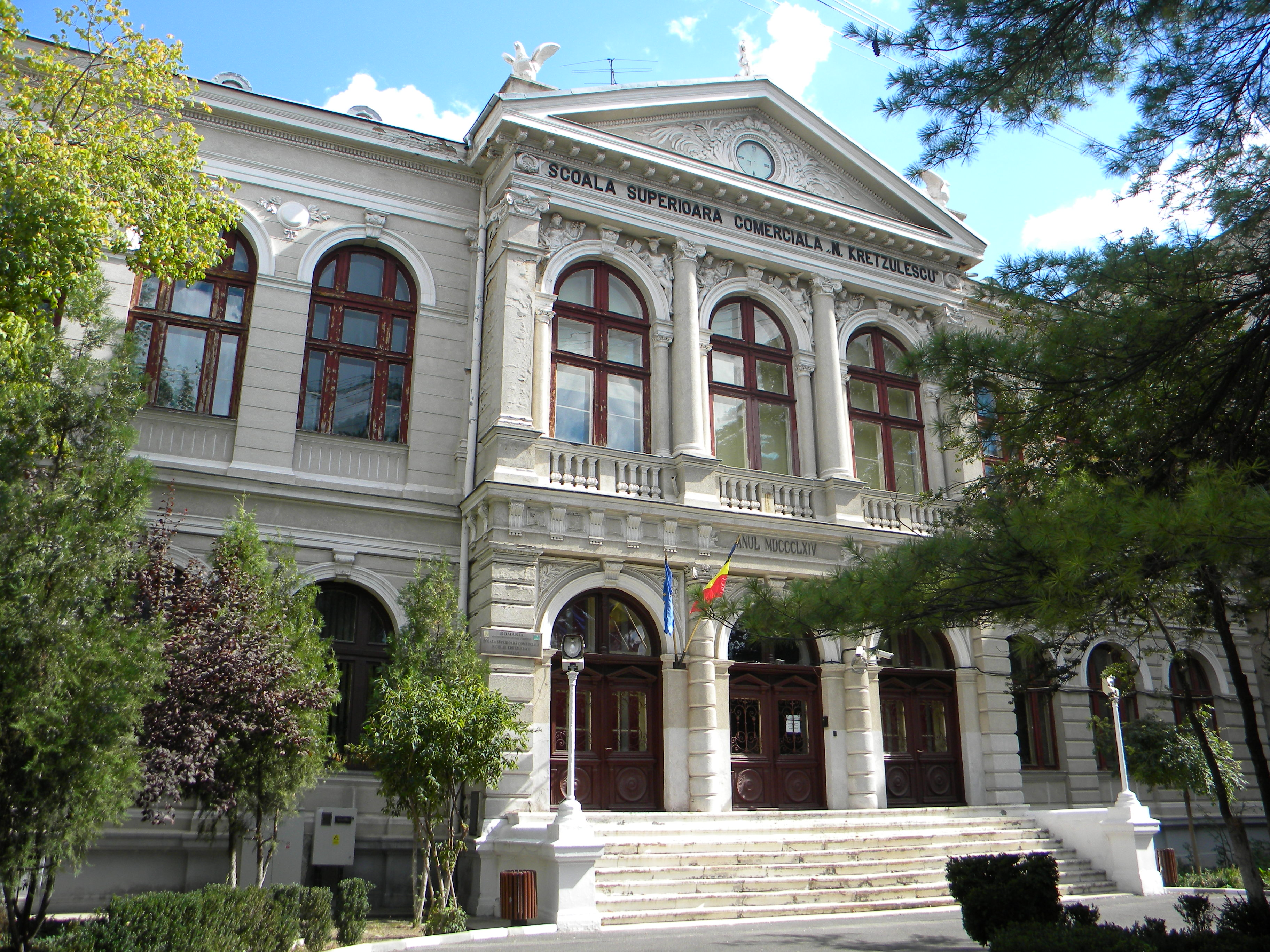
Colegiul Economic „Nicolae Kretzulescu”

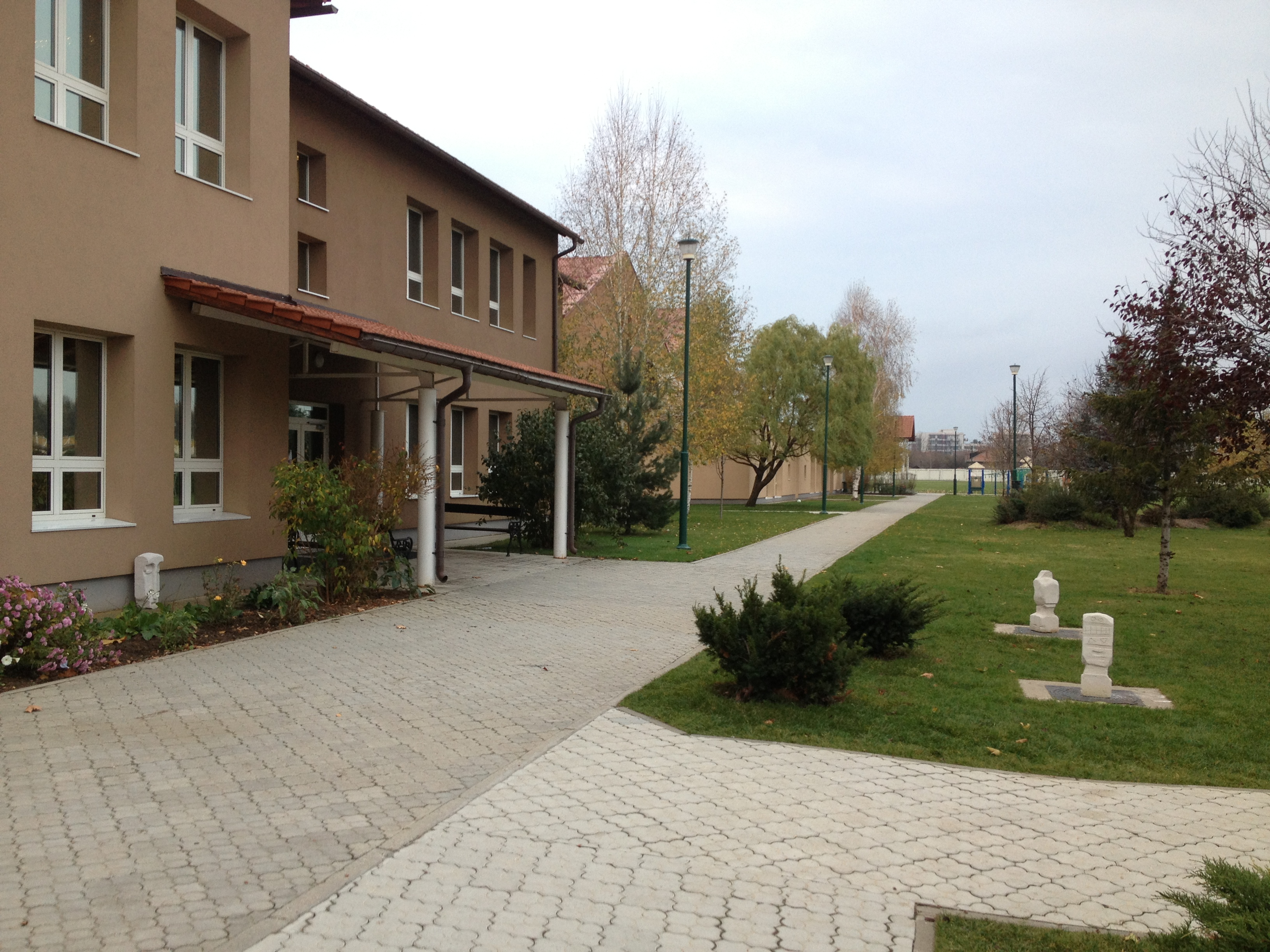
American International School of Bucharest

Învățământul secundar superior (liceal) are ca scop pregătirea tinerilor pentru studiile superioare sau integrarea în viața profesională. Este structurat pe trei filiere distincte:
1. Filiera teoretică: profiluri umanist și real.
2. Filiera tehnologică: profiluri tehnic, servicii, resurse naturale și protecția mediului.
3. Filiera vocațională: profiluri militar, teologic, sportiv, artistic și pedagogic.

Repartizarea elevilor în licee se face național, în funcție de nota de finalizare și opțiunile alese; unele licee cu program intensiv pot necesita un examen suplimentar.
În clasa a XII-a, elevii susțin Examenul Național de Bacalaureat, esențial pentru absolvirea liceului. Examenul constă în probe de evaluare a competențelor și probe scrise.
Elevii pot obține, pe lângă diploma de bacalaureat, certificări suplimentare, cum ar fi:
- Certificat de competențe profesionale: atestă calificările dobândite în domeniul profesional.
- Certificat de competențe digitale: obținut printr-un examen specific.
- Certificat de competențe lingvistice: acordat pe baza evaluării finale sau a cursurilor opționale.
- Diplome și certificări prin parteneriate: ex. certificări Cambridge, ECDL.

Pentru promovare, elevii trebuie să aibă o medie de cel puțin 6,00 și minimum 5,00 la fiecare probă. Cei care obțin nota 10 primesc distincții speciale. În iulie 2024, rata de promovare a fost de 76,4%.
Subiectele examenelor, cu excepția celor de limbi străine, pot fi furnizate în orice limbă solicitată de candidat.
Elevii cu cerințe educaționale speciale beneficiază de posibilitatea de a solicita, prin cerere, extinderea timpului alocat pentru susținerea examenului de Bacalaureat, precum și alte adaptări necesare, în funcție de nevoile individuale. Aceste măsuri sunt menite să asigure un mediu de evaluare echitabil și accesibil pentru toți elevii.
| Denumire probă                                                                        | Procedură examen | Discipline vizate |
| ------------------------------------------------------------------------------------- | --- | --- |
| Proba A Evaluarea competențelor lingvistice de comunicare orală în limba română       | Candidatul va alege aleatoriu un subiect de literatură și un subiect de înțelegere a textului. După 15 minute, acesta are la dispoziție 10 minute pentru a le prezenta în fața a trei evaluatori.                           | Limba și literatura română profil real Limba și literatura română profil uman și pedagogic |
| Proba B Evaluarea competențelor lingvistice de comunicare orală în limba maternă      | Limba de studiu într-o școală în care predarea se face într-o altă limbă decât româna (de obicei limba unui grup etnic) | Limba și literatura în croată, maghiară, germană, sârbă, turcă, ucraineană, slovacă, italiană |
| Proba C Evaluarea competențelor lingvistice într-o limbă de circulație internațională | Candidatul trage la sorți un subiect cu două întrebări (de înțelegere a textului și de exprimare orală) și are la dispoziție 15 minute de gândire și 10 minute pentru a răspunde.                                           | Limba ebraică, engleză, franceză, germană, greacă, italiană, japoneză, portugheză, rusă, spaniolă |
| Proba D Evaluarea competențelor digitale                                              | Aceasta implică testarea abilităților în utilizarea tehnologiilor informaționale, cum ar fi procesarea textelor, utilizarea foilor de calcul și navigarea pe internet.                                                      | Utilizarea computerului și organizarea fișierelor; Editoare de texte ;Informație și comunicare; Concepte de bază ale Tehnologiei Informației (IT); Editoare de calcul tabelar; Baze de date; Prezentări |
| Proba E.a) Limba și literatura română                                                 | Examen organizat pe 3 subiecte: - Înțelegerea unui text la prima vedere - Analiza unui text literar - Redactarea unui eseu                                                                                                  | Limba și literatura română profil real Limba și literatura română profil uman și pedagogic |
| Proba E.b) Limba și literatura maternă                                                | Limba de studiu într-o școală în care predarea se face într-o altă limbă decât româna (de obicei limba unui grup etnic) | Limba și literatura în croată, maghiară, germană, sârbă, turcă, ucraineană, slovacă, italiană |
| Proba E.c) Proba obligatorie a profilului                                             | Proba poate include subiecte de matematică, biologie, chimie, fizică sau istorie, în funcție de specializare. Este structurat, de obicei, pe mai multe subiecte care testează cunoștințele teoretice și aplicarea acestora. | Profil real - Matematică Profil uman - Istorie |
| Proba E.d) Proba la alegere a profilului și specializării                             | Conținutul variază în funcție de disciplină, dar se concentrează pe evaluarea cunoștințelor dobândite în timpul liceului.                                                                                                   | Biologie, Filosofie, Geografie Informatică, Psihologie, Sociologie, Economie, Fizică, Logică, argumentare și comunicare, Chimie                                                                         |

### Filiera teoretică
Filiera teoretică este destinată pregătirii pentru continuarea studiilor superioare. Acesta cuprinde două profiluri principale: umanist și real.
| Profilul | Specializare           |
| -------- | ---------------------- |
| Real     | Matematică-informatică |
| Real     | Științe ale naturii    |
| Uman     | Filologie              |
| Uman     | Științe sociale        |

### Filiera tehnologică
Filieră tehnologică este destinată celor care doresc o integrare rapidă pe piața muncii. Aceasta cuprinde o varietate de specializări, adaptate cerințelor economiei și nevoilor de forță de muncă din diverse sectoare. 
La finalizarea studiilor, elevii pot susține un examen de certificare a calificării profesionale, specific specializării.
| Profil                                 | Specializare                               | Calificări |
| -------------------------------------- | ------------------------------------------ | ---------- |
| Tehnic                                 | Mecanică                                   | 10         |
| Tehnic                                 | Electromecanică                            | 3          |
| Tehnic                                 | Electronică automatizări                   | 6          |
| Tehnic                                 | Chimie industrială                         | 2          |
| Tehnic                                 | Materiale de construcții                   | 2          |
| Tehnic                                 | Electric                                   | 5          |
| Tehnic                                 | Construcții, instalații și lucrări publice | 3          |
| Tehnic                                 | Fabricarea produselor din lemn             | 4          |
| Tehnic                                 | Industrie, textile și pielărie             | 4          |
| Tehnic                                 | Tehnici poligrafice                        | 1          |
| Tehnic                                 | Producție media                            | 4          |
| Resurse naturale și protecția mediului | Agricultură                                | 4          |
| Resurse naturale și protecția mediului | Agromontan                                 | 2          |
| Resurse naturale și protecția mediului | Veterinar                                  | 3          |
| Resurse naturale și protecția mediului | Silvicultură                               | 1          |
| Resurse naturale și protecția mediului | Protecția mediului                         | 2          |
| Resurse naturale și protecția mediului | Industrie alimentară                       | 7          |
| Servicii                               | Comerț                                     | 3          |
| Servicii                               | Economic                                   | 3          |
| Servicii                               | Admnistrativ                               | 2          |
| Servicii                               | Estetică                                   | 1          |
| Servicii                               | Turism și alimentație                      | 6          |

### Filiera vocațională
Filiera vocațională este dedicată elevilor care au aptitudini specifice și își doresc să urmeze o carieră în diverse domenii profesionale. Aceasta include specializări adaptate cerințelor pieței muncii și necesităților sociale.
| Profil    | Specializare                                    |
| --------- | ----------------------------------------------- |
| Militar   | Militar                                         |
| Sportiv   | Instructor sportiv                              |
| Teologic  | Preot                                           |
| Teologic  | Teologie                                        |
| Teologic  | Tehnician pentru tehnici artistice - patrimoniu |
| Pedagogic | Instructor de educație extrașcolară             |
| Pedagogic | Pedagog școlar                                  |
| Pedagogic | Bibliotecar studii medii - Documentarist        |
| Pedagogic | Mediator școlar                                 |
| Pedagogic | Educator - Învățător                            |
| Pedagogic | Educator - Puericultor                          |
| Artistic  | Arte Plastice                                   |
| Artistic  | Arhitectură                                     |
| Artistic  | Tehnician pentru tehnici artistice              |
| Artistic  | Instructor muzical, corepetitor                 |
| Artistic  | Corist                                          |
| Artistic  | Instrumentalist                                 |
| Artistic  | Instructor: coregraf, dans sportiv, animator    |
| Artistic  | Balerin/dansator                                |
| Artistic  | Tehnician pentru tehnici artistice-vizuale      |
| Artistic  | Desenator tehnic pentru arhitectură și design   |
| Artistic  | Tehnician machetist                             |
| Artistic  | Teatru                                          |
| Artistic  | Instructor de teatru                            |

## Programe naționale
În România, învățământul preuniveristar tehnologic în sistem dual a fost implementat pentru a răspunde nevoilor pieței muncii, oferind o formare specifică și adaptată cerințelor economiei. Acest model permite studenților să își dezvolte abilități profesionale specifice, beneficiind în același timp de un salariu sau bursă din partea angajatorilor.
Programul „A doua șansă” oferă persoanelor care nu au finalizat învățământul obligatoriu posibilitatea de a-și continua studiile. Durata programului se poate micșora pentru fiecare elev în parte, în funcție de competențele dovedite, atât în domeniul educației de bază, cât și în domeniul pregătirii profesionale. Învățarea are loc în grupuri mici (8-15 elevi) și pe mai multe variante de orar.
Programul „Învățare remedială” este o inițiativă educațională care oferă sprijin suplimentar elevilor care întâmpină dificultăți în dobândirea cunoștințelor de bază. Poate include ore suplimentare de pregătire în disciplinele de bază, cum ar fi matematica și limba română, activități de grup sau sesiuni individuale de mentorat. Scopul acestuia este să asigure egalitatea de șanse pentru toți elevii, reducând disparitățile educaționale și sprijinind integrarea lor în procesul educațional obișnuit.

## Învățământul postliceal
Învățământul post-secundar non-terțiar (postliceal) reprezintă o formă de educație alternativă care oferă absolvenților de liceu, cu sau fără diplomă de bacalaureat, posibilitatea de a se specializa într-un domeniu specific, fără a urma neapărat un traseu academic universitar. Acesta se organizează în școli postliceale și asigură formare profesională calificată în diverse domenii, precum asistența medicală, contabilitatea, turismul sau informatica. Totodată, își propune să ofere programe de recalificare profesională pentru persoanele care doresc să își schimbe domeniul de activitate, contribuind astfel la adaptarea competențelor la cerințele pieței muncii. Durata este de 1-3 ani în funcție de complexitatea calificărilor. Absolvenții primesc un certificat recunoscut internațional de calificare profesională în urma unui examen.
În timp ce școala postliceală se adresează absolvenților de liceu, școala de maeștri necesită, în general, experiență prealabilă în domeniu, fiind destinată celor care doresc să își dezvolte abilitățile tehnice și competențele avansate într-o meserie specifică.
| Domenii școală postliceală                 |
| ------------------------------------------ |
| Mecanică                                   |
| Informatică                                |
| Electronică si automatizari                |
| Energetică                                 |
| Construcții, instalații si lucrari publice |
| Transporturi                               |
| Fabricarea produselor din lemn             |
| Silvicultura                               |
| Agricultura                                |
| Industrie alimentară                       |
| Protecția mediului                         |
| Servicii                                   |
| Comert                                     |
| Turism si alimentatie                      |
| Textile-pielărie                           |
| Productie media                            |
| Economic                                   |
| Estetica si igiena corpului omenesc        |
| Sănătate și asistență pedagogică           |
| Sport                                      |

| Domenii școală de maiștri                  |
| ------------------------------------------ |
| Mecanic                                    |
| Electric                                   |
| Chimie                                     |
| Minier, petrol și gaze                     |
| Energetic                                  |
| Metalurgie                                 |
| Materiale de construcții                   |
| Construcții, instalatii si lucrari publice |
| Fabricarea produselor din lemn             |
| Transporturi                               |
| Textile-pielărie                           |
| Industrie alimentara                       |
| Agricultura                                |

## Învățământul universitar

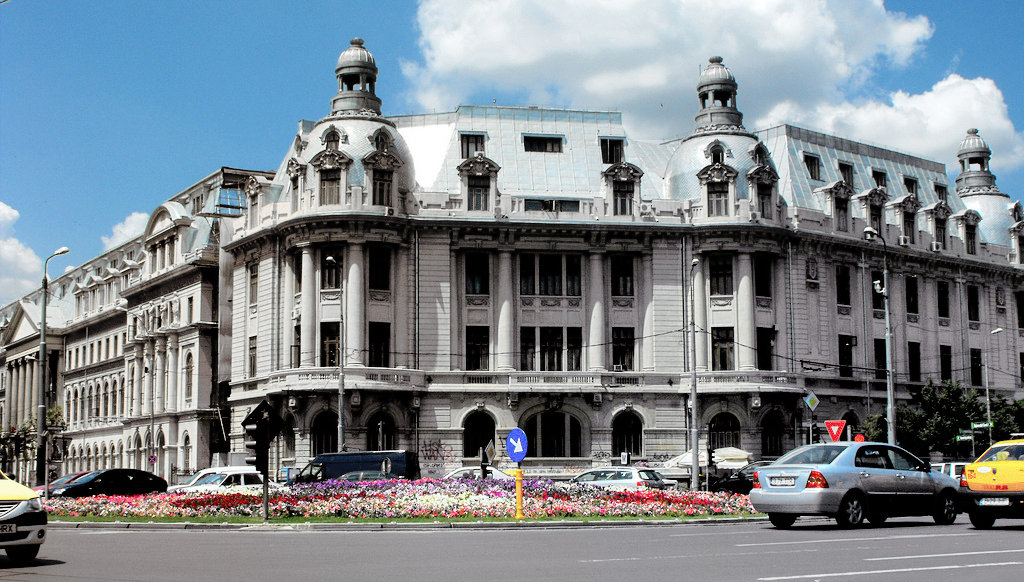
Universitatea din București

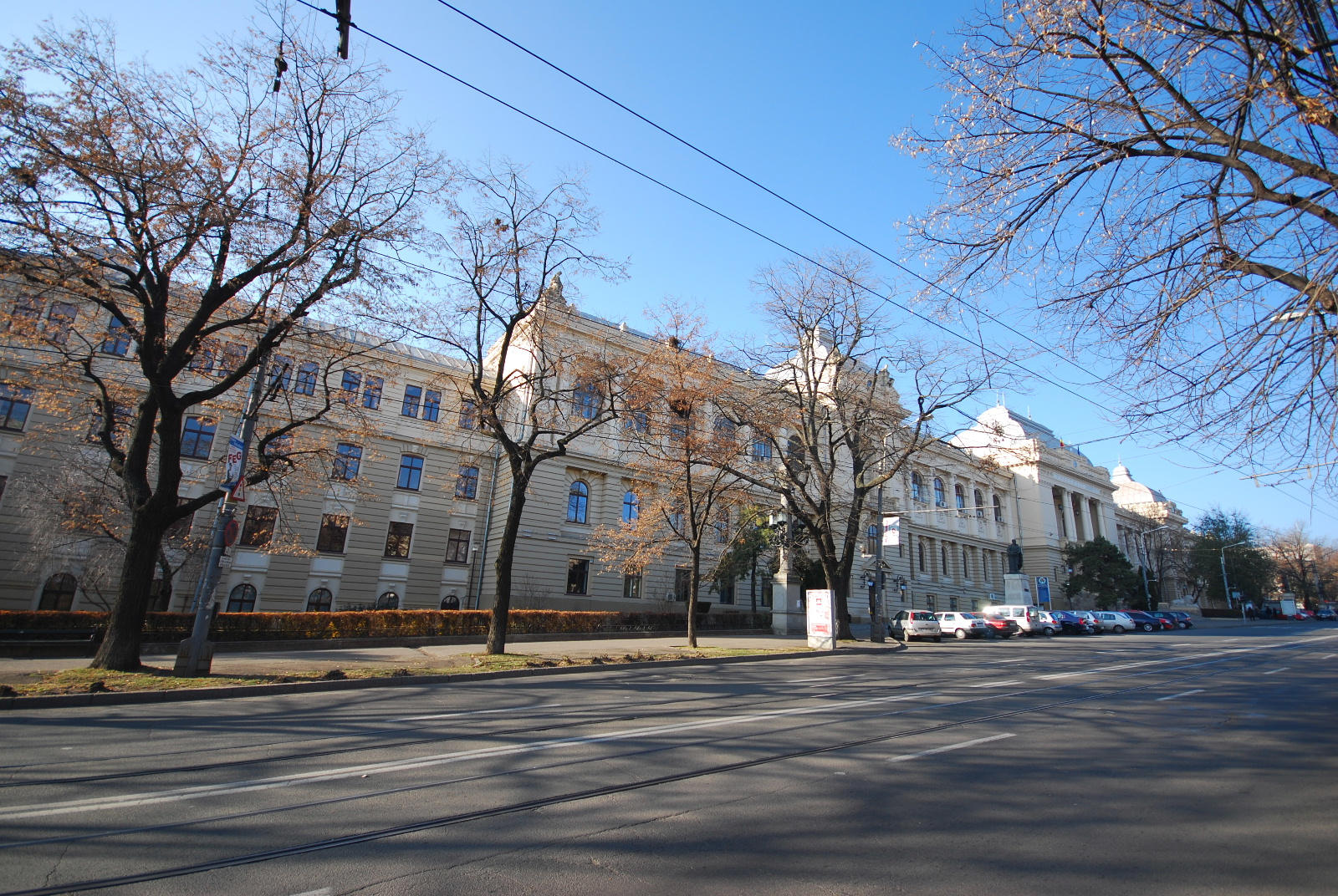
Universitatea din Iași (Universitatea Alexandru Ioan Cuza)

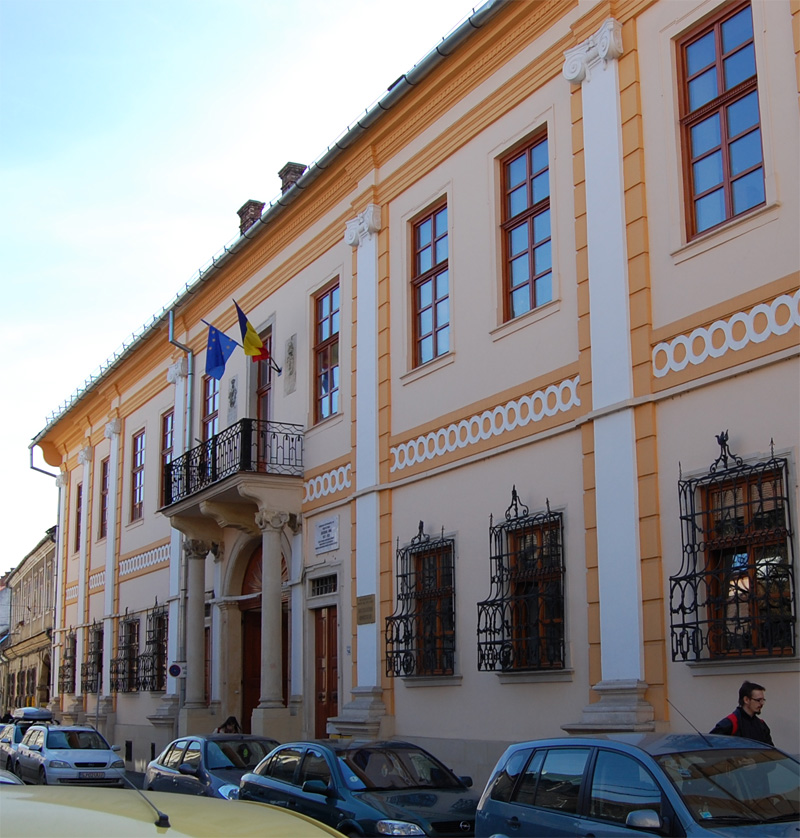
Palatul Tholdalagy-Korda, sediul administrației tehnice a Universității Babeș-Bolyai, în Cluj-Napoca

Învățământul superior (universitar) este format din 89 de instituții de învățământ superior:
- 52 de instituții publice acreditate (45 civile și 7 militare)
- 37 de instituții private (34 acreditate și 3 autorizate provizoriu)[38][39]

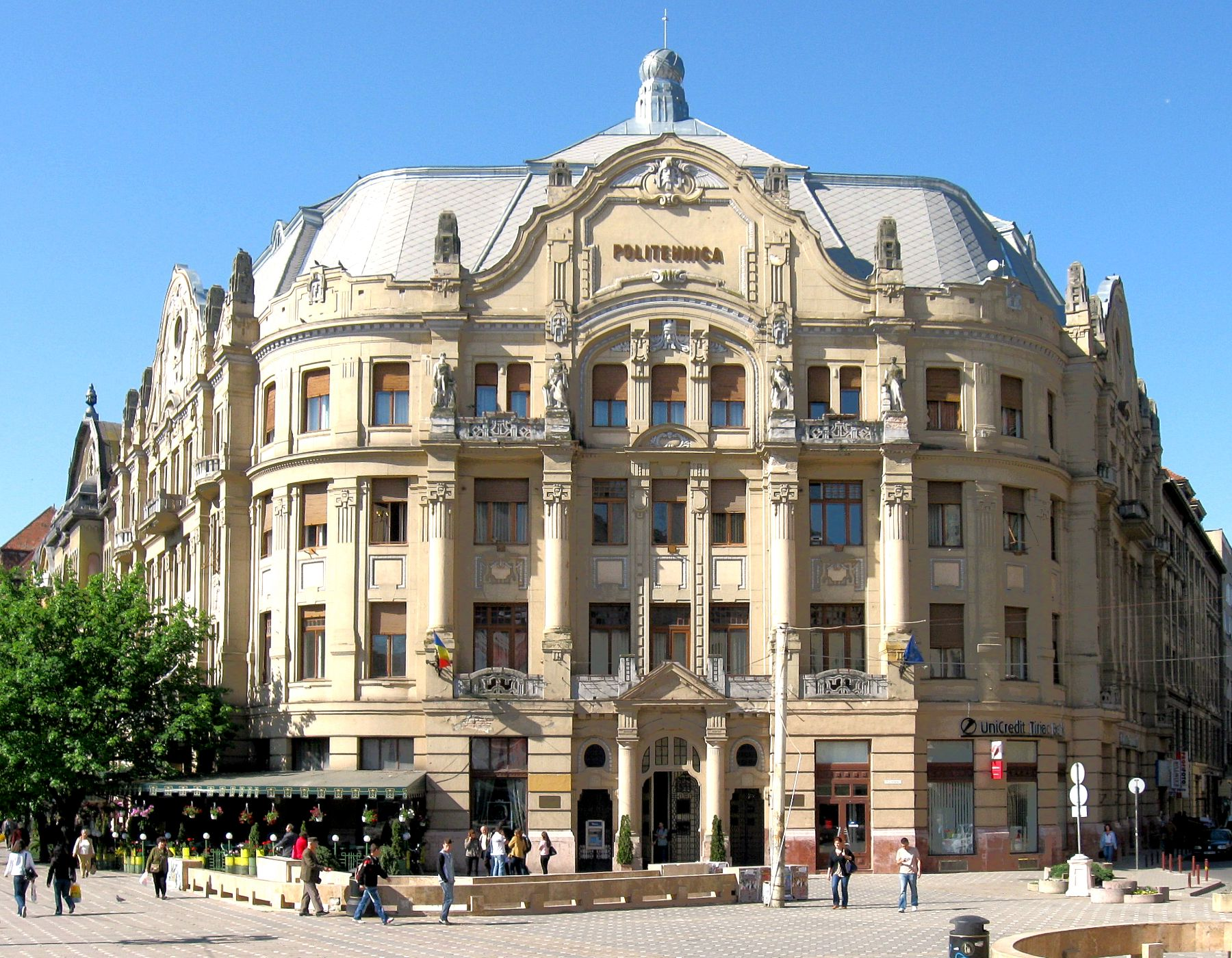
Rectoratul Universității Politehnica Timișoara

Universitățile au autonomie deplină, în contrast puternic cu segmentul preuniversitar. Fiecare universitate este liberă să decidă totul, de la conducerea sa până la organizarea cursurilor. În plus, multe universități transferă această autonomie mai jos, către fiecare departament.
Din 2004, învățământul superior urmează schema Bologna:
- Învățământ terțiar inferior cu studii de scurtă durată;
- Învățământ terțiar de ciclu I cu studii universitare de licență sau echivalent (3 - 4 ani);
- Învățământ terțiar de ciclu II cu studii universtare de masterat sau echivalent (1 - 2 ani);
- Învățământ terțiar de ciclu II cu studii universtare de doctorat (3 ani).

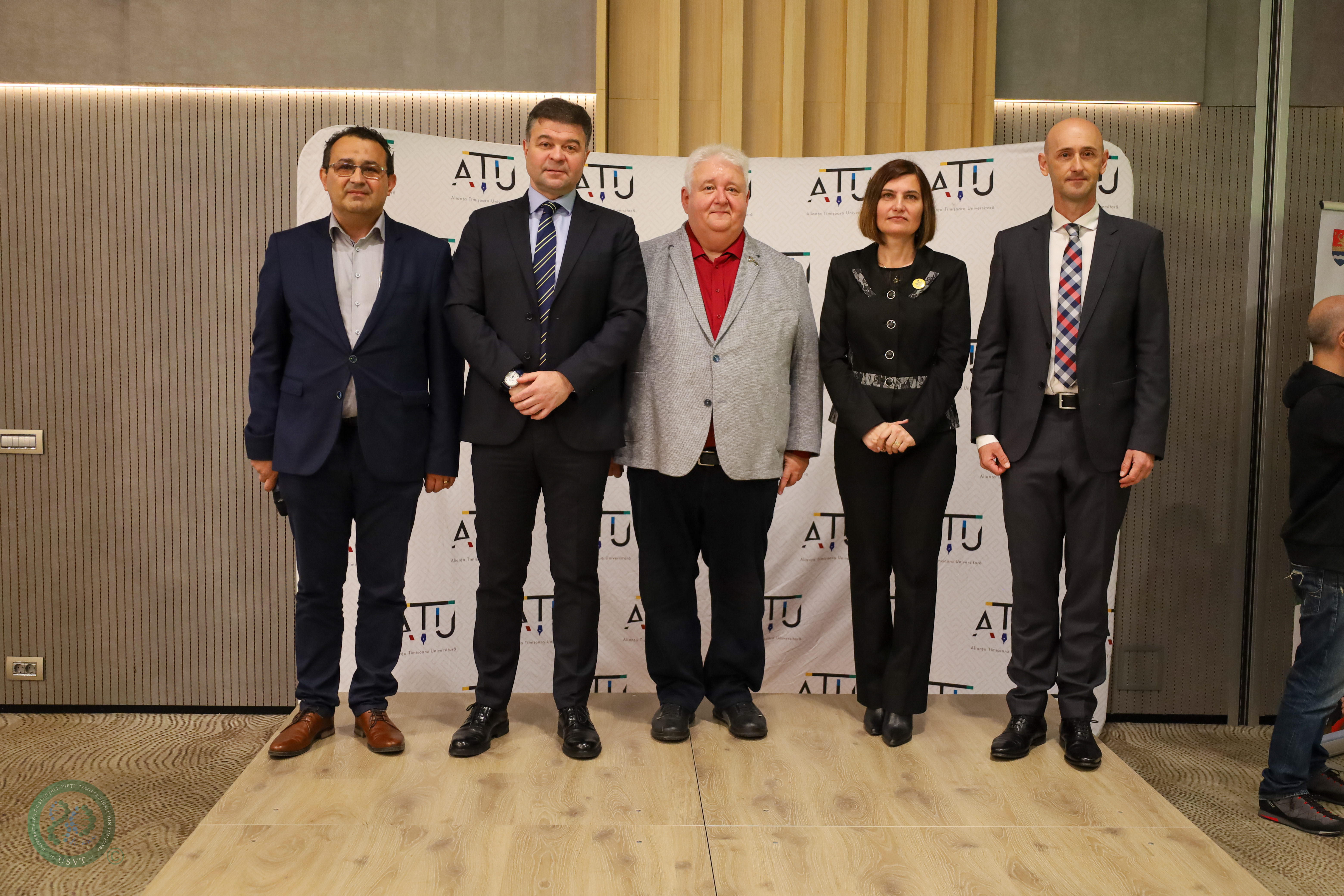
Înființată la 19 Iunie 2020, Alianța Timișoara Universitară (ATU) este prima și cea mai mare asociație universitară locală din România

Pentru învățământul terțiar inferior și de ciclul I este necesar absolvirea învățământului secundar. Unele diplome de licență și master sunt combinate într-un program unic de șase ani (medicină și arhitectură).
Procesul de admitere este de obicei mai riguros la universitățile de stat decât la cele private.

## Statistici

### Testul PISA
Testul PISA (Program for International Student Assessment) este un studiu internațional realizat de Organizația pentru Cooperare și Dezvoltare Economică (OCDE) care evaluează competențele elevilor de 15 ani în trei domenii principale: citire, matematică și științe. Testul se desfășoară la fiecare trei ani și urmărește să măsoare capacitatea elevilor de a aplica cunoștințele dobândite în contexte practice, relevante pentru viața de zi cu zi. Scopul principal al testului este de a compara nivelul de educație între diferite țări și de a ajuta la identificarea celor mai bune practici educaționale. România se situează constant sub media OECD la nivelul 2 din 6.
| An   | Lectură | Matematică | Științe |
| ---- | ------- | ---------- | ------- |
| 2000 | 428     | 426        | 441     |
| 2006 | 396     | 415        | 418     |
| 2009 | 424     | 427        | 428     |
| 2012 | 438     | 445        | 439     |
| 2015 | 434     | 444        | 435     |
| 2018 | 428     | 430        | 426     |
| 2022 | 428     | 428        | 428     |

### Testul TIMSS
Testul TIMSS (Trends in International Mathematics and Science Study) este un studiu internațional periodic, coordonat de Asociația Internațională pentru Evaluarea Performanțelor Educaționale (IEA). Acesta evaluează performanțele elevilor din clasele a IV-a și a VIII-a în matematică și științe. Testul are loc la fiecare patru ani și urmărește să ofere o imagine comparativă asupra nivelului de pregătire al elevilor din diverse țări, concentrându-se pe înțelegerea conceptelor științifice și matematice fundamentale, precum și pe capacitatea elevilor de a aplica aceste cunoștințe. România nu participă la testele din clasa a IV-a decât în 2011 (482 puncte la matematică și 505 puncte în știință).
| An   | Matematică (VIII) | Știință (VIII) |
| ---- | ----------------- | -------------- |
| 1995 | 482               | 486            |
| 1999 | 472               | 472            |
| 2003 | 475               | 470            |
| 2007 | 461               | 462            |
| 2011 | 458               | 465            |
| 2019 | 479               | 470            |

### Testul PIRLS
Testul PIRLS (Progress in International Reading Literacy Study) este o evaluare internațională care măsoară competențele de lectură ale elevilor de clasa a IV-a, fiind dat la fiecare cinci ani. Scopul său este să ofere o imagine comparativă asupra nivelului de alfabetizare și a factorilor care influențează performanțele în citit. România nu participă la acest test.

### Olimpiade Internaționale
România participă cu succes la numeroase olimpiade internaționale în diverse domenii, inclusiv matematică, fizică, chimie, biologie, informatică și alte științe. Aceste competiții sunt organizate anual și reunesc cei mai buni elevi din licee din întreaga lume. România participă activ la cele de profil real.
| Olimpiadă   | Poziție | Aur | Argint | Bronz | Total |
| ----------- | ------- | --- | ------ | ----- | ----- |
| Fizică      | 6       | 61  | 89     | 62    | 213   |
| Matematică  | 6       | 77  | 67     | 45    | 189   |
| Informatică | 7       | 33  | 58     | 36    | 127   |
| Lingvistică | 8       | 5   | 6      | 17    | 28    |
| Chimie      | 9       | 15  | -      | -     | -     |
| Filozofie   | -       | 4   | 4      | 5     | 13    |
| Geografie   | 2       | 5   | 3      | 2     | 10    |

### Indici educaționali
Indicele Dezvoltării Umane (HDI) este un indicator compus folosit pentru a evalua dezvoltarea socio-economică a țărilor. Publicat anual de Programul Națiunilor Unite pentru Dezvoltare (PNUD), HDI ia în considerare trei dimensiuni esențiale ale dezvoltării: sănătate, educația, standardul de viață. România are locul 53 în lume după acest indicator.
| An   | Indice HDI | Indice HDI | Indice HDI | Anii așteptați de școlarizare | Anii așteptați de școlarizare | Anii așteptați de școlarizare | Anii medii de școlarizare | Anii medii de școlarizare | Anii medii de școlarizare | Rata nașterilor la adolescenți | Inegalitatea în educație |
| An   | Total      | Femei      | Bărbați    | Total                         | Femei                         | Bărbați                       | Total                     | Femei                     | Bărbați                   | Rata nașterilor la adolescenți | Inegalitatea în educație |
| ---- | ---------- | ---------- | ---------- | ----------------------------- | ----------------------------- | ----------------------------- | ------------------------- | ------------------------- | ------------------------- | ------------------------------ | ------------------------ |
| 1990 | 0.709      | 0.685      | 0.730      | 12.5                          | 12.2                          | 12.8                          | 8.5                       | 7.7                       | 9.3                       | 52.2                           |                          |
| 1991 | 0.694      | 0.672      | 0.714      | 11.5                          | 11.3                          | 11.6                          | 8.6                       | 7.8                       | 9.4                       | 49.6                           |                          |
| 1992 | 0.683      | 0.662      | 0.702      | 10.9                          | 10.8                          | 11.1                          | 8.7                       | 8.0                       | 9.5                       | 48.1                           |                          |
| 1993 | 0.683      | 0.663      | 0.701      | 10.6                          | 10.5                          | 10.8                          | 8.8                       | 8.1                       | 9.6                       | 47.4                           |                          |
| 1994 | 0.686      | 0.669      | 0.702      | 10.6                          | 10.5                          | 10.7                          | 8.9                       | 8.2                       | 9.7                       | 46.3                           |                          |
| 1995 | 0.692      | 0.676      | 0.707      | 10.8                          | 10.7                          | 10.9                          | 9.0                       | 8.3                       | 9.8                       | 43.4                           |                          |
| 1996 | 0.698      | 0.681      | 0.713      | 11.3                          | 11.2                          | 11.4                          | 9.1                       | 8.4                       | 9.9                       | 41.2                           |                          |
| 1997 | 0.701      | 0.685      | 0.715      | 11.5                          | 11.3                          | 11.6                          | 9.2                       | 8.5                       | 10.0                      | 41.8                           |                          |
| 1998 | 0.706      | 0.690      | 0.721      | 11.7                          | 11.6                          | 11.8                          | 9.3                       | 8.6                       | 10.0                      | 41.7                           |                          |
| 1999 | 0.714      | 0.698      | 0.729      | 12.2                          | 12.2                          | 12.1                          | 9.4                       | 8.7                       | 10.1                      | 40.8                           |                          |
| 2000 | 0.721      | 0.706      | 0.734      | 12.2                          | 12.4                          | 12.1                          | 9.5                       | 8.8                       | 10.2                      | 39.5                           |                          |
| 2001 | 0.727      | 0.714      | 0.739      | 12.4                          | 12.6                          | 12.2                          | 9.6                       | 8.9                       | 10.3                      | 36.2                           |                          |
| 2002 | 0.734      | 0.716      | 0.748      | 12.9                          | 13.1                          | 12.6                          | 9.7                       | 9.0                       | 10.4                      | 33.8                           |                          |
| 2003 | 0.733      | 0.719      | 0.746      | 13.0                          | 13.3                          | 12.7                          | 9.9                       | 9.2                       | 10.6                      | 35.0                           |                          |
| 2004 | 0.740      | 0.726      | 0.752      | 13.1                          | 13.4                          | 12.8                          | 10.0                      | 9.4                       | 10.7                      | 35.9                           |                          |
| 2005 | 0.750      | 0.739      | 0.760      | 13.0                          | 13.3                          | 12.7                          | 10.2                      | 9.6                       | 10.9                      | 38.2                           |                          |
| 2006 | 0.768      | 0.759      | 0.776      | 13.8                          | 14.2                          | 13.4                          | 10.4                      | 9.9                       | 11.0                      | 40.1                           |                          |
| 2007 | 0.780      | 0.768      | 0.790      | 13.9                          | 14.4                          | 13.5                          | 10.6                      | 10.1                      | 11.2                      | 42.3                           |                          |
| 2008 | 0.807      | 0.797      | 0.814      | 15.4                          | 16.0                          | 14.8                          | 10.7                      | 10.2                      | 11.2                      | 47.6                           |                          |
| 2009 | 0.819      | 0.810      | 0.824      | 16.6                          | 17.4                          | 16.0                          | 10.7                      | 10.2                      | 11.2                      | 48.5                           |                          |
| 2010 | 0.813      | 0.805      | 0.820      | 16.2                          | 16.9                          | 15.6                          | 10.7                      | 10.3                      | 11.2                      | 42.0                           | 6.79                     |
| 2011 | 0.813      | 0.804      | 0.821      | 15.6                          | 16.1                          | 15.1                          | 10.9                      | 10.4                      | 11.3                      | 38.3                           | 6.09                     |
| 2012 | 0.807      | 0.796      | 0.816      | 14.7                          | 15.1                          | 14.3                          | 11.0                      | 10.6                      | 11.4                      | 38.0                           | 6.23                     |
| 2013 | 0.811      | 0.796      | 0.822      | 14.7                          | 14.8                          | 14.6                          | 11.0                      | 10.7                      | 11.4                      | 35.4                           | 5.76                     |
| 2014 | 0.811      | 0.794      | 0.825      | 14.6                          | 14.5                          | 14.8                          | 10.9                      | 10.5                      | 11.3                      | 36.6                           | 5.62                     |
| 2015 | 0.813      | 0.793      | 0.830      | 14.6                          | 14.2                          | 15.0                          | 11.0                      | 10.6                      | 11.4                      | 37.2                           | 5.67                     |
| 2016 | 0.815      | 0.803      | 0.823      | 14.3                          | 14.6                          | 13.9                          | 11.1                      | 10.7                      | 11.5                      | 38.0                           | 5.80                     |
| 2017 | 0.823      | 0.813      | 0.829      | 14.2                          | 14.6                          | 13.9                          | 11.1                      | 10.8                      | 11.5                      | 38.7                           | 5.32                     |
| 2018 | 0.829      | 0.819      | 0.835      | 14.4                          | 14.8                          | 13.9                          | 11.2                      | 10.9                      | 11.5                      | 37.7                           | 5.33                     |
| 2019 | 0.834      | 0.825      | 0.840      | 14.4                          | 14.9                          | 14.0                          | 11.3                      | 11.0                      | 11.6                      | 37.1                           | 5.17                     |
| 2020 | 0.828      | 0.812      | 0.841      | 14.5                          | 14.1                          | 14.8                          | 11.4                      | 11.1                      | 11.7                      | 36.8                           | 5.43                     |
| 2021 | 0.825      | 0.816      | 0.832      | 14.5                          | 15.1                          | 14.0                          | 11.4                      | 11.1                      | 11.7                      | 36.4                           | 5.73                     |
| 2022 | 0.827      | 0.818      | 0.834      | 14.5                          | 15.1                          | 14.0                          | 11.4                      | 11.1                      | 11.7                      | 35.4                           | 5.39                     |

1. ↑  Accesibilitatea și durata educației
2. ↑  Nivelul atins de populație
3. ↑  Nașteri per 1000 de femei cu vârsta între 15-19 ani

Indicele EPI (English Proficiency Index) este un raport anual care evaluează competența în limba engleză a țărilor din întreaga lume. Acesta este categorizat în 5 explicații: Foarte ridicat, ridicat, moderat, scazut, foarte scăzut. România ocupă poziția 13 din 34 în Europa cu o proeficiență de 596 (ridicat), peste media globală de 493 (scăzut). 

## Probleme ale sistemului educațional
Educația în România se confruntă cu numeroase provocări, inclusiv finanțarea insuficientă, mai ales în zonele rurale, ceea ce generează inegalități și variază calitatea învățământului. Salariile scăzute și condițiile de muncă precare afectează atractivitatea profesiei de profesor, contribuind la criza de personal. Rezultatele slabe ale elevilor la evaluări naționale și internaționale indică necesitatea unor reforme urgente.
Curriculumul și metodele de predare sunt adesea depășite, punând accent pe memorare în loc de competențe esențiale pentru secolul XXI, cum ar fi gândirea critică. Abandonul școlar, în special în rândul tinerilor din medii defavorizate, precum și accesul limitat pentru minorități, rămân probleme majore. Educația incluzivă pentru elevii cu nevoi speciale este afectată de lipsa resurselor și pregătirii insuficiente a cadrelor didactice.
În ceea ce privește învățământul liceal, alegerea programului de studii nu limitează opțiunile pentru universitate, dar pot exista bariere artificiale din cauza cerințelor de admitere. Tendința tinerilor de a studia în străinătate a crescut, contribuind la emigrare și exodul intelectualilor.
Uniformele școlare nu sunt obligatorii, dar pot fi impuse de școli. Acestea sunt mai frecvente în școlile primare și gimnaziale, iar controversele se leagă de accesibilitatea financiară și posibilele sancțiuni pentru neconformare, în ciuda reglementărilor din 2018 care interzic astfel de practici.